# Nørre Nebel Sogn
Nørre Nebel Sogn er et sogn i Varde Provsti (Ribe Stift).
I 1683 blev Lydum Sogn anneks til Nørre Nebel Sogn. Begge sogne hørte til Vester Horne Herred i Ribe Amt. Nørre Nebel-Lydum sognekommune blev ved kommunalreformen i 1970 indlemmet i Blaabjerg Kommune, som ved strukturreformen i 2007 indgik i Varde Kommune.
I Nørre Nebel Sogn ligger Nørre Nebel Kirke.
I sognet findes følgende autoriserede stednavne:
- Bolkær (bebyggelse)
- Forager (bebyggelse)
- Gestenge (areal, ejerlav)
- Hundhale (bebyggelse)
- Kolle (bebyggelse, ejerlav)
- Nebel (bebyggelse)
- Nebel Bjerg (areal)
- Nebel Hede (bebyggelse)
- Nebel Mærsk (areal)
- Nørre Nebel (stationsby, ejerlav)
- Præstbøl (bebyggelse)
- Sædding (bebyggelse, ejerlav)
- Sædding Hede (bebyggelse)
- Tranemose (areal)